# زیست‌شناسی تکوینی فرگشتی

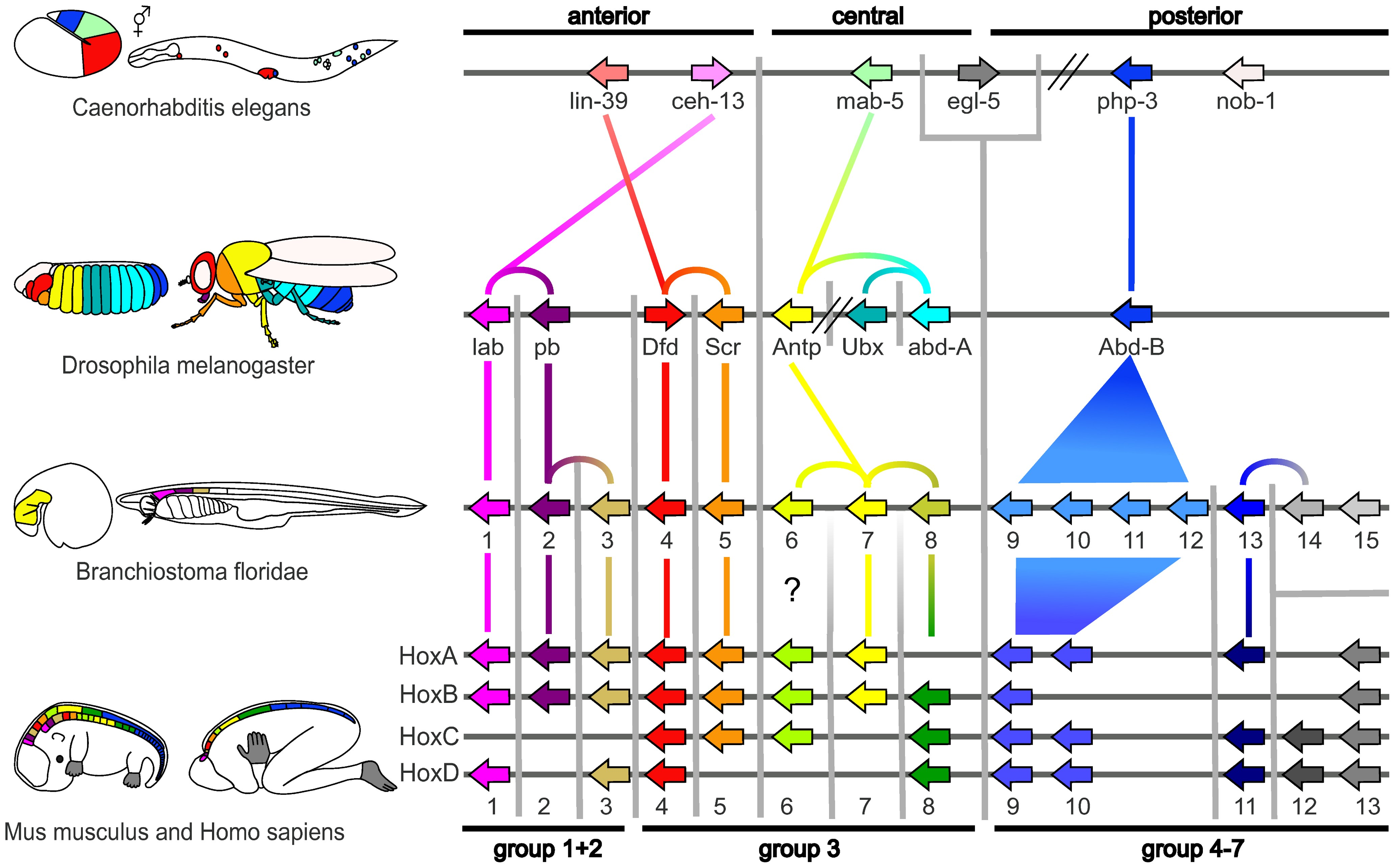
هم‌ساخت‌شناسی ژن‌های hox در حیوانات متفاوتی چون حشرات و مهره‌داران، تکوین رویانی و نتیجتاً قالب و شکل پیکره‌های بالغ را کنترل می‌کند. این ژن‌ها در طی صدها میلیون سال فرگشت، به شدت حفاظت شده‌اند.

زیست‌شناسی تکوینی فرگشتی (یا در حالت غیررسمی به اختصار: Evo-Devo) شاخه‌ای از تحقیقات زیست‌شناسی است که به مقایسه زیست‌شناسی تکوینی جانداران مختلف پرداخته تا بدین طریق درخت تبارزایی بینشان را استنباط کرده و نحوه فرگشتشان را به دست آورد.
این شاخه از اوایل سدۀ ۱۹م میلادی رشد کرد، در آن زمان رویان‌شناسی با یک معما روبرو بود: جانورشناسان نمی‌دانستند که چگونه تکوین رویانی توسط ژنتیک ملکولی کنترل می‌شود. چارلز داروین به این نکته اشاره کرد که رویان‌های مشابه نشانگر اجداد مشترک اند، اما تا دهه ۱۹۷۰ میلادی پیشرفت کمی صورت پذیرفت. آنگاه، فناوری DNA نوترکیب در نهایت رویان‌شناسی را با ژنتیک ملکولی پیوند داد. یکی از اکتشافات کلیدی اولیه، ژن‌های هومئوتیک بودند که تکوین در حوزه یوکاریوت‌ها را تنظیم می‌کردند.
برخی از مفاهیم کلیدی این شاخه تحقیقاتی موجب شگفتی زیست‌شناسان فرگشتی گشت. یکی از این‌ها مفهوم همساخت‌شناسی عمیق است. این مفهوم می‌گوید: اعضا (اندام یا اورگان‌ها) غیرمشابهی چون چشم حشرات، مهره‌داران و سرپایان حلزونی که مدت‌های طویلی تصور می‌شد به صورت جداگانه ای فرگشت یافته‌اند، در حقیقت توسط ژن مشابهی به نام pax-6، که در جعبه ابزار (toolkit) ژنی evo-devo قرار دارد، کنترل می‌گردند. این ژن‌ها قدمت باستانی داشته و به شدت در میان شاخه‌ها محافظت شده‌اند؛ این ژن‌ها در طول زمان و فضا، الگوهایی تولید می‌کنند که به رویان شکل داده و در نهایت موجب تشکیل نقشه بدنی آن جاندار می‌گردد. نکته دیگر این که گونه‌ها تفاوت عمده ای در ساختار ژنیشان (همچون ژن‌های سازنده آنزیم‌ها) با یکدیگر ندارند، نکته متفاوت، تنظیم بیان ژن توسط ژن‌های جعبه‌ابزاری است. این ژن‌ها، بدون تغییر، مجدداً در بخش‌ها و مراحل مختلف تکوین رویان استفاده شده، تشکیل آبشار پیچیده کنترلی داده، که دیگر ژن‌های تنظیمی به علاوه ژن‌های ساختاری را براساس الگوی دقیقی روشن و خاموش می‌کنند. این استفاده چندنمودی، علت محافظت بالای ژن‌ها را توضیح می‌دهد، چراکه هرگونه تغییر می‌توانست تبعات ناسازگار و مضری را بوجود آورد طوری که انتخاب طبیعی در نهایت با آن مخالفت می‌ورزید.
تغییرات در جعبه‌ابزار ژنی مذکور موجب تولید ویژگی‌های ریخت‌شناسی جدید، و در نهایت گونه‌های جدیدی می‌شود. این فرایند زمانی که ژن‌های مذکور الگوی جدیدی پیدا کنند، یا زمانی که ژن‌های جعبه‌ابزار دارای عملکردهای جدیدی شوند، رخ می‌دهد. امکان دیگر، نظریه نئو-لامارکیسم است که بیان می‌دارد: اپی‌ژنتیک بعدها در سطح ژنی تثبیت شده، پدیده ای که ممکن است در تاریخ حیات چندسلولی اولیه واجد اهمیت بوده باشد.